# 하라파

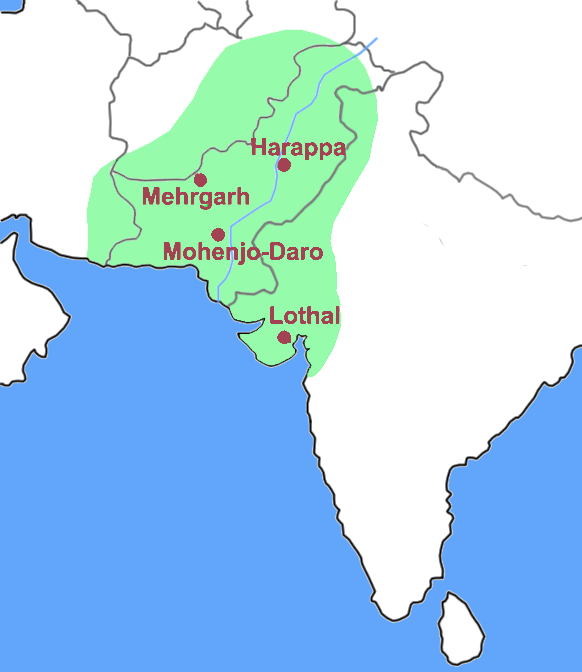
인더스 계곡의 하라파의 위치.

하라파(우르두: ہڑپہ)는 파키스탄 북동부 펀자브주에 있는 고대 유적 도시로, 사히왈시에서 남서 방향으로 35킬로미터 지점, 라비강 왼쪽으로 넓게 이어진 흙 둔덕들 위에 있다. 인더스 문명을 대표하는 도시 중 하나이다. 라비강은 예전에는 강이었으나, 지금은 메말라 있다.
하라파는 약 5300년 전부터 3600년 전까지 존재했다. 성숙기는 약 4200년 전부터 4000년 전까지 200년 정도였다. 당대 세계에서 가장 많을 것으로 생각되는 4만 명의 주민이 살았다. 
하라파 유적을 처음 발견한 것은 1829년 영국의 아마추어 탐험가 찰스 메이슨이다. 그는 이곳의 거대한 폐허 도시를 보고 “파멸을 가져오는 벽돌성”이라고 말했다. 
하라파는 1857년부터 라호르-물탄 간 철로를 건설하면서 영국의 철도 기술자들이 하라파에서 대규모로 벽돌을 빼내 쓰면서 유적이 크게 파괴됐다.
1920년 영국 고고학자 존 마셜이 이 지역 발굴을 본격적으로 시작하면서 모헨조다로와 함께 인더스 계곡 문명을 대표하는 도시 유적으로 알려졌다. 이 때문에 인더스 문명을 하라파 문화라고도 부른다. 하라파 문화는 파키스탄 너머로 뻗어나갔지만, 그 중심은 언제나 신드와 펀자브에 있었다.
2005년 이 지역에 공원을 건설하려던 계획이 논란 끝에 포기됐다. 그때 건설자들은 작업 초기 단계에 많은 고고 미술품을 발굴했다. 파키스탄의 유명한 고고학자 아흐메드 하산 다니의 탄원이 문화부에 접수되면서 공원 건설이 중단되고 유적 복원이 결정됐다.

## 역사
인더스 계곡 문명은 하라파 문화라 알려져 있으며, 초기 근원은 약 8000년 전에 건설된 메르가르였다. 이 문명을 대표하는 대도시 모헨조다로와 하라파는 5600년 전 펀잡과 신드 내의 인더스 강 계곡을 따라 번영했다. 
도시 계획을 갖추고 문자 기록 체계도 있었으며, 다양한 사회 구조와 경제 시스템을 지닌 인더스 문명은 1920년 수쿠르 근처의 모헨조다로(죽은 자의 둔덕)와 라호르 남쪽 서펀잡의 하라파의 발굴 후 재발견됐다. 이어서 수많은 다른 유적지가 인도 북부 동펀잡의 히말라야 기슭에서 남동쪽 구자라트, 서쪽의 파키스탄 발로치스탄까지 널리 발굴되어 연구되었다.

## 유적
하라파 유적은 인더스강 지류인 다비강(江)의 남쪽에 있다. 모헨조다로와 거의 같은 구조다. 동쪽에는 낮고 넓은 시가지가 있고, 서쪽으로는 높다란 성채가 있다. 
성채는 동서 약 215미터, 남북 460미터, 현재 높이 15미터의 진흙 벽돌로 이루어져 있다. 성채는 기단을 구축해 중요 건축물을 배치했으나, 상세한 것은 시가지 대량 파괴로 분명히 알 수 없다. 
성채 밖 북부에는 벽돌로 만들어진 둥근 탈곡 장소, 노동자 주거지 등 몇몇 중요한 유구가 남아 있고, 그 북쪽 옛 라비 강변에 거대한 곡물 창고가 있다. 이는 5200년 전 이후에 지어졌다. 이 창고는 수로를 이용하여 주변 지역에 식량을 공급하는 데 쓰인 것으로 추정된다. 남부 묘지 지역에는 약간 시대가 뒤떨어진 독자적 문화 양상이 나타난다.

## 같이 보기
- 모헨조다로
- 메르가르
- 로탈
- 탁실라

1. ↑  이주형・이석우, 『천상의 도시 천하의 도시』(보성각, 2016), 51쪽.
2. ↑  이주형・이석우(2016), 58쪽.
3. ↑  이주형・이석우(2016), 64~65쪽.